# Чилийска роза
Чилийската роза (Grammostola rosea) е едър вид паяк от семейство Тарантули (Theraphosidae). В естествени условия се среща в пустинните и полупустинни северни области на Чили и Аржентина, както и в съседните части на Боливия. Отглежда се като домашен любимец и е сред тарантулите, най-често използвани за тази цел.
Чилийските рози са активни главно вечер и през нощта. Хранят се главно с насекоми – скакалци, щурци, пеперуди, бръмбари, хлебарки.